# Parlamentní volby v Bulharsku 1880
Parlamentní volby se konaly v lednu a únoru roku 1880. Nízká účast voličů v některých volebních obvodech vedla k neplatným výsledkům a vedla k vyhlášení nových voleb. Kvůli tomu, že v některých obvodech byla malá účast, tak se 9 křesel v parlamentu propadlo, ale vláda takhle neměla ovlivňovat výsledky. Nicméně se do bulharského parlamentu dostaly dvě nejsilnější politické strany. Vyhrála Liberální strana, ale posílila Konzervativní strana. Kliment Turnovski, předseda Konzervativní strany a předešlý předseda vlády, požádal o sestavení vlády, ale po volbách 7. dubna 1880 sestavil vládu Dragan Cankov. Ten jí ponechal 10. prosince stejného roku a do voleb v nadcházejícím roku byl předsedou vlády Petko Karavelov. Nutno říct, že oba předsedové vlád po těchto volbách byli z Liberální strany.

## Volební výsledky
| Strana               | Počet hlasů | %        | Mandáty | +/-  |
| -------------------- | ----------- | -------- | ------- | ---- |
| Liberální strana     | 181 839     | 63,58 %  | 103     | - 37 |
| Konzervativní strana | 88 260      | 30,86 %  | 50      | + 20 |
| Neplatné             | 15 902      | (5,56 %) | (9)     |      |
| celkem               | 286 000     | 100,00 % | 162     | - 8  |